# آزادی (فیلم ۱۹۸۲)
آزادی (انگلیسی: Freedom) یک فیلم به کارگردانی اسکات هیکز است که در سال ۱۹۸۲ منتشر شد.